# Das Bildnis des Dorian Gray (1945)
Das Bildnis des Dorian Gray (Originaltitel: The Picture of Dorian Gray) ist ein US-amerikanischer Film von Albert Lewin aus dem Jahr 1945. Er basiert auf dem gleichnamigen Roman von Oscar Wilde. In Deutschland wurde er am 3. Februar 1950 erstmals gezeigt.

## Handlung
Der junge Dorian Gray lebt in London gegen Ende des 19. Jahrhunderts. Während der Maler Basil Hallward ein Porträt von ihm malt, begegnet er dessen Freund Lord Henry Wotton, der ihn überzeugt, dass Jugend der einzige Wert im Leben sei. Als das Porträt fertig ist, wünscht sich Dorian, für immer so jung und schön zu sein, wie das Bild ihn zeigt, während das Bild an seiner Stelle altern solle.
Dorian verliebt sich in die Sängerin Sibyl Vane und plant, sie zu heiraten, verlässt sie dann aber. Als Sibyl Vane daraufhin Selbstmord begeht, stellt Dorian Gray die erste Veränderung an seinem Porträt fest, in dem sich nun ein Zug von Gemeinheit widerspiegelt. Dorian erkennt, dass sein Wunsch in Erfüllung gegangen ist und das Bild sich an seiner Stelle verändert. Er beginnt – nach wie vor unter dem Einfluss Lord Henrys –, nur noch zu seinem eigenen Vergnügen und vollkommen verantwortungslos zu leben, und stürzt damit einige seiner Freunde ins Unglück. Das Bild, das nicht nur an seiner Stelle altert, sondern auch die Spuren seines gewissenlosen Verhaltens aufnimmt, schließt er in seinem alten Kinderzimmer ein. Als sein Freund Basil Hallward ihn konfrontiert und dazu bringt, ihm das Bild zu zeigen, tötet Dorian den Maler.
Er erpresst einen ehemaligen Freund, die Leiche zu vernichten, der dies tut und kurz darauf Selbstmord begeht. Keiner der beiden Todesfälle wird mit Dorian Gray in Verbindung gebracht. Dorian Gray verlobt sich mit Gladys Hallward, Basils Nichte, die seit ihrer Kindheit in Dorian verliebt ist. Allerdings ist James Vane, Sibyl Vanes Bruder, seit dem Tod seiner Schwester auf der Suche nach Dorian Gray. Als James Vane bei einem Jagdunfall ums Leben kommt, erkennt Dorian, dass der letzte Mensch, der sein Geheimnis hätte verraten können, gestorben ist, und er für immer unentdeckt bleiben kann. Er erkennt aber auch, wie viel Schaden er anderen Menschen zufügt, und beschließt, Gladys zu verlassen, um sie vor ihm selbst zu schützen.
Dorian sucht das Zimmer mit seinem Bild auf und sticht mit einem Messer in das Herz des Porträts, um sich von dessen Einfluss zu befreien. Daraufhin bricht er tot zusammen. Gladys und Lord Henry, die mittlerweile Verdacht geschöpft haben, betreten das Zimmer und finden das Porträt so vor, wie Basil Hallward es gemalt hat. Dorian Grays Gesicht dagegen hat die entstellten Züge des Porträts angenommen.

## Verhältnis zur Romanvorlage
Obwohl der Film im Wesentlichen der Handlung des Romans folgt, weicht er in einigen Details von seiner Vorlage ab. Sibyl Vane ist im Roman eine Schauspielerin, deren Darstellungskunst schwächer wird, als sie durch ihre Liebe zu Dorian – den sie Prince Charming und nicht wie im Film Lord Tristan nennt – ihre romantischen Illusionen ablegt. Dorian verliert deshalb seine Faszination für sie und weist sie zurück, während er sie im Film verlässt, nachdem er sie auf Lord Henrys Anraten verführt hat und von ihrer mangelnden Standhaftigkeit enttäuscht ist. Gladys Hallward nimmt im Film die Rolle der Romanfigur Hetty Merton ein, einer nicht näher vorgestellten jungen Frau, die Dorian zu ihrem eigenen Wohl verlässt. Im Buch errät außerdem niemand Dorians Geheimnis, sondern er stirbt, ohne dass ihn jemand verdächtigt, und wird von seinen Bediensteten, die ihn finden, nur mit Mühe identifiziert.
Eine besondere Rolle spielt im Film eine Skulptur der ägyptischen Göttin Bastet, die im Buch keine Erwähnung findet. Basil Hallward malt sie neben Dorian und schenkt sie ihm zusammen mit dem Bild. Laut Lord Henry kann diese Figur Wünsche erfüllen. Da sie sich im Raum befindet, als Dorian seinen Wunsch nach einem Rollentausch mit dem Bild ausspricht, wird suggeriert, dass sie für den weiteren Verlauf der Handlung verantwortlich ist. Durch den ganzen Film hindurch wird die Katzenfigur immer wieder gezeigt.
Unmittelbaren Bezug auf Oscar Wilde nimmt der Film, als Dorian Sibyl Vane ein Gedicht „eines brillanten jungen Iren namens Oscar Wilde“ vorliest. Die vorgetragenen Zeilen sind ein Auszug aus Wildes Gedicht The Sphinx.
Um dem Production Code für US-amerikanische Spielfilme zu entsprechen und das Publikum nicht zu schockieren, verzichtete Albert Lewin auf die meisten der in Oscar Wildes Roman ohnehin schon subtilen Anspielungen auf die homosexuellen Züge der Charaktere.

## Hintergrund
Diese Verfilmung ist die erste Tonverfilmung des Romans Das Bildnis des Dorian Gray, der zuvor mehrere Male als Stummfilm adaptiert worden war. Obwohl der Film hauptsächlich als Schwarzweißfilm gedreht wurde, wurden vier kurze Einstellungen in Technicolor produziert. Dabei ist das Porträt zu sehen, zweimal das Original, später zweimal ein jeweils verfremdetes Bild.
Das Porträt des jungen Dorian Gray wurde von Henrique Medina gemalt. Das Bild des gealterten und entstellten Dorian malte Ivan Le Lorraine Albright. Sein Gemälde befindet sich heute im Art Institute of Chicago.

## Synchronisation
Die deutsche Synchronfassung entstand bei der Motion Picture Export Association in West-Berlin. Paul Mochmann und Günther Weisenborn schrieben das Dialogbuch, Peter Elsholtz führte Regie.
| Rolle              | Darsteller          | Synchronsprecher       |
| ------------------ | ------------------- | ---------------------- |
| Dorian Gray        | Hurd Hatfield       | Heinz Drache           |
| Lord Henry Wotton  | George Sanders      | O. E. Hasse            |
| Basil Hallward     | Lowell Gilmore      | Ernst Schröder         |
| Gladys Hallward    | Donna Reed          | Bettina Schön          |
| Sibyl Vane         | Angela Lansbury     | Gisela Trowe           |
| James Vane         | Richard Fraser      | Axel Monjé             |
| Alan Campbell      | Douglas Walton      | Otto Matthies          |
| Adrian Singleton   | Morton Lowry        | Ernst Wilhelm Borchert |
| David Stone        | Peter Lawford       | Heinz Lausch           |
| Sir Robert Bentley | Miles Mander        | Arthur Schroeder       |
| Sir Thomas         | Robert Greig        | Walter Altenkirch      |
| Lady Harborough    | Anita Sharp-Bolster | Roma Bahn              |
| Erzähler (Stimme)  | Cedric Hardwicke    | Alfred Balthoff        |

## Kritiken
Der Film wird bis heute von Kritikern zumeist positiv aufgenommen, bei Rotten Tomatoes fallen 93 % der 14 gesammelten Kritiken positiv aus. Die durchschnittliche Bewertung erreichte 8/10.

„Mit leichten Horror-Elementen durchsetzte, gelungene und suggestiv fotografierte Adaption von Oscar Wildes phantastischem Gesellschaftsroman.“

## Auszeichnungen
Bei der Oscarverleihung 1946 gewann Harry Stradling Sr. die Auszeichnung für die beste Kamera in einem Schwarzweißfilm. Angela Lansbury war außerdem als beste Nebendarstellerin nominiert, ebenso Cedric Gibbons, Hans O. Peters, Edwin B. Willis, John Bonar und Hugh Hunt für das beste Szenenbild in einem Schwarzweißfilm.
Angela Lansbury gewann 1946 den Golden Globe Award als beste Nebendarstellerin. Im selben Jahr gewann der Film außerdem den Hugo Award (retrospektiv verliehen im Jahre 1996).